# Gynopygoplax plutonica
Gynopygoplax plutonica är en insektsart som först beskrevs av Butler 1874.  Gynopygoplax plutonica ingår i släktet Gynopygoplax och familjen spottstritar. Inga underarter finns listade i Catalogue of Life.